# آنتونی لوپس
آنتونی لوپز (انگلیسی: Anthony Lopes؛ زاده ۱ اکتبر ۱۹۹۰) یک بازیکن فوتبال اهل پرتغال است.
لوپز در سن ۹ سالگی به آکادمی المپیک لیون ملحق شد و در سال ۲۰۱۱ برای اولین بار توسط سرمربی وقت لیون رمی گارد به تیم اصلی فراخوانده شد. لوپز بیش از ۳۵۰ بار برای تیم اصلی لیون به میدان رفته است و از این لحاظ در حال حاضر هشتمین بازیکن با سابقه تاریخ المپیک لیون می‌باشد.او قبل از تبدیل شدن به سنگربان اول لیون در سال ۲۰۱۳ عضوی از گروه هواداران افراطی این باشگاه به نام پسران بد (Bad Gones) بوده و از این رو ارتباط نزدیکی با طرفداران این تیم دارد.
لوپز که از پدر و مادری پرتغالی در حومه لیون متولد شده است در رده ملی تصمیم به بازی برای پرتغال گرفت.